# Cốc mào Macquarie
Cốc mào Macquarie (Phalacrocorax purpurascens) là một loài chim trong họ Phalacrocoracidae. Cốc mào Macquarie có chiều dài khoảng 75 cm, sải cánh 110 cm và trọng lượng 2,5 còn 3,5 kg. 
Cốc mào Macquarie là loài bản địa đảo Macquarie ở Nam Đại Dương, khoảng một nửa giữa Úc và Nam Cực. Chúng tìm kiếm thức ăn địa phương ở vùng nước nông ven bờ, với chế độ ăn chủ yếu là cá đáy. Đàn có thể ăn cùng nhau. Chúng có mặt quanh năm tại đảo Macquarie, nơi chúng sinh sản hàng năm ở các thuộc địa nhỏ đến lớn trên bờ đá và các bãi đá trống. Xây tổ diễn ra từ tháng Sáu.